# Лисича
Лиси́ча — село в Україні, у Чутівській селищній громаді Полтавського району Полтавської області. Населення становить 158 осіб. Орган місцевого самоврядування — Чутівська селищна рада.

## Географія
Село Лисича знаходиться за 4 км від лівого берега річки Коломак, за 2 км від села Юнаки та за 2,5 км від села Охоче. По селу протікає пересихає струмок з загати. Поруч проходить автомобільна дорога М03.
Лисича — річечка у Чутівському районі Полтавської області, ліва притока річки Коломак (басейн середньої течії річки Ворскла). Бере початок із джерел у двох балочках північніше села Охоче, впадає в річки Коломак  між селами Войнівка і Новофедорівка. Довжина 12 км, перепад висот між витоком і гирлом — 46 м. Долина, фактично, є неглибокою балкою шириною 300—350 м, схили якої покриті лучно-степовою рослинністю, подекуди — чагарниками та групами дерев. Днище балки (біля 50 м) — з лучною рослинністю. Водний стік у верхів'ях зрегульований трьома ставками (використовуються для риборозведення, відпочинку місцевого населення).  Постійний водотік нижче села Лисича спостерігається, переважно, під час весняного танення снігів та паводків, а більшу частину року річище безводне.

## Історія
В 1902 році в селі відбувся великий виступ селян проти самоуправства місцевого поміщика.
12 червня 2020 року, відповідно до розпорядження Кабінету Міністрів України № 721-р «Про визначення адміністративних центрів та затвердження територій територіальних громад Полтавської області», село увійшло до складу Чутівської селищної громади.
19 липня 2020 року, в результаті адміністративно - територіальної реформи та ліквідації Чутівського району, село увійшло до складу новоутвореного Полтавського району.

## Населення

### Мова
Розподіл населення за рідною мовою за даними перепису 2001 року:
| Мова            | Кількість | Відсоток |
| --------------- | --------- | -------- |
| українська      | 154       | 97.47%   |
| російська       | 2         | 1.27%    |
| румунська       | 1         | 0.63%    |
| інші/не вказали | 1         | 0.63%    |
| Усього          | 158       | 100%     |

## Відомі люди

### Народились
- Козачковський Доміан Іванович — український актор і режисер. Народний артист УРСР.
- Рябокінь Хома Семенович - вояк  2-го запорізького полку Окремого Запорізького корпусу Армії УНР.  Український математик,  Викладав в Массачусетському університеті.